# John Deere American Farmer
John Deere American Farmer är ett amerikanskt simulations- och strategispel publicerat av Bold Games 2004. Spelet går ut på att driva en bondgård med hjälp av traktorer och andra jordbruksfordon av märket John Deere. 
Bold Games har givit ut ett flertal militära strategispel, samt en fiskesimulator, vilket gjorde att företaget hade en viss erfarenhet av att utveckla och ge ut spel inom dessa genrer sedan tidigare. Inom strategi- och simulationsspelsgenren har spelet räknas till underkategorin Tycoon-spel. Spelaren driver en bondgård och väljer själv vilka grödor och nyttodjur som ska ingå i jordbruksverksamheten. I rollen som företagsledare ska spelaren även anställa personal, samt inhandla och använda jordbruksmaskiner av märket John Deere. Som en del av spelet måste spelaren parera väderomslag och marknadens växlande efterfrågan på olika jordbruksprodukter. Spelet kan därmed sägas ha en högre komplexitet än enkla jordbrukssimulatorer som Farmville. I spelet ingår ett tiotal scenarier som kan spelas på tre olika svårighetsgrader.
Professor Ian Bogost har framhållit att spelets målgrupp till stora delar är urban. Spelet kan därför ses som en form av marknadsföring av jordbruk i allmänhet och i förlängningen varumärket John Deere, till personer som själva inte har någon anledning att köpa jordbruksmaskiner.
Spelet använder DirectX version 9.